# وستو (مجارستان)
وستو (به مجاری:  Vésztő) یک منطقهٔ مسکونی در مجارستان است که در ناحیه سگ‌هالوم واقع شده‌است. وستو ۱۲۵٫۷۶ کیلومتر مربع مساحت و ۶٬۸۵۵ نفر جمعیت دارد.